# Alevtina Ibragimova
Alevtina Vladimirovna Ibragimova (en ruso: Алевтина Владимировна Ибрагимова; Moscú, 19 de enero de 2005) es una tenista rusa.
Ibragimova tiene un ranking de individuales más alto de su carrera en la WTA de 275, alcanzado el 14 de octubre de 2024, y un ranking de dobles más alto de su carrera de 220, alcanzado el 17 de marzo de 2025.

## Carrera
Ganó su primer título ITF importante en el W75 Open Andrézieux-Bouthéon en el cuadro de dobles, haciendo pareja con Ekaterina Ovcharenko.
En agosto de 2024, logró su primer título individual en Leipzig, Alemania. En la final, venció a la alemana Alexandra Vecic en tres sets. En noviembre de 2024, se proclamó campeona de dobles con su compañera holandesa Lian Tran en el torneo ITF W75 en Pétange, Luxemburgo. 